# Phare du cap de San Antonio (Espagne)
Ne pas confondre avec le phare du cap San Antonio sur la péninsule de Guanahacabibes à Cuba ; ni avec le phare du cap San Antonio, province de Buenos Aires  en Argentine.
Le phare de Cabo de San Antonio est un phare situé sur Cabo de San Antonio séparant les villes de Jávia et Dénia dans la réserve naturelle de Cabo de San Antonio (es), dans la province d'Alicante (Communauté valencienne) en Espagne.
Il est géré par l'autorité portuaire d'Alicante.

## Histoire
C'est une tour cylindrique en maçonnerie, avec galerie double et lanterne, attenante au front d'une maison de gardien d'un seul étage. Le phare est peint en blanc avec des décors en ocre clair et la lanterne est grise métallique.
Il a été mis en service en 1861 sur l'épaulement nord-est du large promontoire du Cap de la Nao et a remplacé le mirador provisoire de 1855 établi à 250 m du bord de la falaise dont la lumière était peu visible. Il est sitiéà environ 2.5 km à l'est de Jávea.
Identifiant : ARLHS : SPA021 ; ES-25300 - Amirauté : E0180 - NGA : 5312 .
|                               |
| Phare de Cabo de lSan Antonio |

|                                  |
| Le phare sur Cabo de San Antonio |

### Lien connexe
- Liste des phares d'Espagne